# Ĩ̌
Ĩ̌ (minuscule : ĩ̌), appelé I tilde caron, est une lettre latine utilisée dans l’orthographe standardisée des langues du Congo-Kinshasa dont le ngbaka minangende ou utilisée dans l’écriture du bassa (langue krou), du lyélé et du tafi.
Elle est formée de la lettre I avec un tilde suscrit et un caron.

## Utilisation
En ngbaka minangende, le ‹ ĩ̌ › est utilisé dans les ouvrages linguistiques pour représenter la voyelle /i/ nasalisée avec un ton montant ; la nasalisation est indiquée à l’aide du tilde, et le ton est indiqué à l’aide du caron. Dans l’orthographe, le ton est habituellement indiqué uniquement lorsqu’il y a ambigüité.

## Représentations informatiques
Le I tilde caron peut être représenté avec les caractères Unicode suivants : 
- composé et normalisé NFC (latin étendu A, diacritiques) :

| formes    | représentations | chaînes de caractères | points de code | descriptions                                      |
| --------- | --------------- | --------------------- | -------------- | ------------------------------------------------- |
| capitale  | Ĩ̌               | Ĩ◌̌                    | U+0128 U+030C  | lettre majuscule latine i tilde diacritique caron |
| minuscule | ĩ̌               | ĩ◌̌                    | U+0129 U+030C  | lettre minuscule latine i tilde diacritique caron |

- décomposé et normalisé NFD (latin de base, diacritiques) :

| formes    | représentations | chaînes de caractères | points de code       | descriptions                                                  |
| --------- | --------------- | --------------------- | -------------------- | ------------------------------------------------------------- |
| capitale  | Ĩ̌               | I◌̃◌̌                   | U+0049 U+0303 U+030C | lettre majuscule latine i diacritique tilde diacritique caron |
| minuscule | ĩ̌               | i◌̃◌̌                   | U+0069 U+0303 U+030C | lettre minuscule latine i diacritique tilde diacritique caron |